# Dmytro Chrystytsch
Dmytro Iwanowytsch Chrystytsch (ukrainisch Дмитро Іванович Христич, russisch Дмитрий Иванович Христич/Dmitrij Iwanowitsch Christitsch; * 23. Juli 1969 in Kiew, Ukrainische SSR, Sowjetunion) ist ein ehemaliger sowjetischer und ukrainischer Eishockeyspieler, der in seiner aktiven Zeit von 1985 bis 2004 unter anderem für die Washington Capitals, Los Angeles Kings, Boston Bruins und Toronto Maple Leafs in der National Hockey League gespielt hat.

## Karriere
Dmytro Chrystytsch begann seine Karriere als Eishockeyspieler in seiner Heimatstadt beim HK Sokol Kiew, für den er von 1985 bis 1990 in der Sowjetischen Eishockeyliga spielte. In diesem Zeitraum wurde er im NHL Entry Draft 1988 in der sechsten Runde als insgesamt 120. Spieler von den Washington Capitals ausgewählt, für die er in der Saison 1990/91 sein Debüt in der National Hockey League gab. Dabei erzielte er in seinem Rookiejahr in insgesamt 51 Spielen 31 Scorerpunkte, darunter 14 Tore. Zudem absolvierte der Angreifer drei Spiele für deren Farmteam, die Baltimore Skipjacks, in der American Hockey League. Nach fünf Jahren in Washington wurde der Rechtsschütze an deren Ligarivalen Los Angeles Kings abgegeben, für die er ebenso in zwei weiteren Jahren in der NHL auflief wie anschließend für die Boston Bruins.
Am 20. Oktober 1999 wurde der Ukrainer zu im Tausch für ein Zweitrunden-Wahlrecht im NHL Entry Draft 2000 an die Toronto Maple Leafs abgegeben, für die er in den folgenden eineinhalb Jahren insgesamt 92 Spiele absolvierte, in denen er 42 Scorerpunkte erzielte. Im Dezember 2000 kehrte Chrystytsch für ein Drittrunden-Wahlrecht im NHL Entry Draft 2001 zu seinem Ex-Klub Washington Capitals zurück, bei denen er die folgenden eineinhalb Jahre als Stammspieler agierte. Seine Laufbahn beendete der Weltmeister von 1990 beim HK Metallurg Magnitogorsk in der russischen Superliga, in der er bis 2004 auf dem Eis stand. Mit Magnitogorsk wurde er in der Saison 2003/04 Vizemeister.

### International
Für die Sowjetunion nahm Chrystytsch an der Junioren-Weltmeisterschaft 1989 sowie der Weltmeisterschaft 1990 teil. Für die Ukraine nahm er an den Weltmeisterschaften 2001, 2002 und 2003 sowie den Olympischen Winterspielen 2002 in Salt Lake City teil.

## Erfolge und Auszeichnungen
- 1997 Teilnahme am NHL All-Star Game
- 1999 Teilnahme am NHL All-Star Game
- 2004 Russischer Vizemeister mit dem HK Metallurg Magnitogorsk

### International
- 1987 Bronzemedaille bei der Junioren-Europameisterschaft
- 1988 Silbermedaille bei der Junioren-Weltmeisterschaft
- 1989 Goldmedaille bei der Junioren-Weltmeisterschaft
- 1990 Goldmedaille bei der Weltmeisterschaft